# Elektronorgtechnica
Elektronorgtechnica, besser bekannt als ELORG, war eine staatliche Organisation mit einem Monopol auf den Import und Export von Computerhardware und -software in der Sowjetunion. Es wurde von 1971 bis 1989 vom Außenhandelsministerium der UdSSR kontrolliert.
Unter anderem war Elektronorgtechnica für die Lizenzierung von Tetris verantwortlich.